# Ari Koivunen
Ari Mikael Koivunen (Kouvola, 7 de junio de 1984) es un vocalista finlandés de heavy metal y rock que salto a la fama al ganar el concurso Suomen Idols (versión finlandesa de American Idol) en el año 2007. Fue el vocalista de la banda de metal Amoral desde 2008 hasta enero de 2017, cuando la banda cesó su actividad.   

## Biografía
Nacido en la ciudad de Kouvola en 1984, Ari tuvo su primer contacto con la música a la edad de seis años tras recibir como regalo un piano eléctrico. Posteriormente tomaría clases de piano hasta que a los nueve años comenzó a interesarse por la batería, instrumento que le llevaría a comenzar a tocar con agrupaciones. Ofreció su primer concierto con tan solo 12 años, y a los 13-14 años adquirió su primera guitarra, si bien continuaría dedicándose principalmente a la percusión. No sería hasta los 18 años cuando empezó a cantar, impulsado por la ausencia de cantante en el grupo con el que tocaba.

## Carrera
Su trayectoria como cantante comienza cuando a los 18 años gana el Campeonato de Karaoke Finlandés, en el año 2005, y se coloca en tercer lugar en el Campeonato del Mundo de Karaoke el mismo año. Ganar el televisivo concurso Suomen "Idols" fue su descubrimiento en 2007, a sus 22 años. A diferencia del pop habitual, Koivunen eligió interpretar mayormente canciones de metal y rock durante el programa.
Su participación impactó al público de Suomen Idols cuando interpretó su propia versión de "Perfect Strangers", de Deep Purple.
El 15 de marzo, Koivunen interpretó en la cuarta ronda de la competencia, el hit de Whitesnake, "Here I Go Again". Ante las críticas por parte del jurado por solo cantar canciones de Heavy Metal o derivados en las galas, Koivunen respondió:

"No veo razón alguna para considerar lo que la gente podría pensar, ya que parece que les gusta lo que hago".

Esa Tarde, Koivunen y los otros seis finalistas del concurso, se presentaron con los registros de oro por su álbum Suomen Idols 2007, que vendió más de 15.000 copias durante los recientes dos días de su lanzamiento.
La cuarta ronda del concurso se celebró el jueves 22 de marzo, y Koivunen optó por cantar, dos canciones de sus propios, el éxito de Led Zeppelin "Rock and Roll" y "Hunting High and Low" de la banda de metal finlandés Stratovarius. Al jurado, sin embargo, no le complació mucho la continuación de la línea de Heavy metal, por consiguiente le devolvió críticas negativas. El resultado de la votación pública fue diferente a los que opinaron los jueces ya que Koivunen otra vez estaba sin peligro de eliminación.
La quinta ronda se celebró el 29 de marzo, y Koivunen tuvo excelentes críticas del jurado al interpretar el éxito de Broadway, "You Break My Heart", Koivunen cantó el éxito finlandés Sielut iskee tulta de la banda de Heavy Metal Kilpi. Con estas actuaciones, Koivunen eliminó a los finalistas y quedó en la gran final del certamen que se celebró el 6 de abril de 2007 en el Icehall de Helsinki, donde derrotó a la runner up Anna Abreu al ganar el 57% del voto público. Koivunen cantó la canción de Sonata Arctica, "Full Moon" (la misma que cantó en las audiciones), el hit de Soundgarden "Black Hole Sun" (elegido por los jueces), la balada de Scorpions "Still Loving You" y la canción "On the Top of the World" que era la canción que se le daba al ganador de la competencia.
Al ganar Suomen Idols 2007, Koivunen recibió un contrato de grabación con la compañía Sony BMG, y un anticipo de 30000 euros. Su primer sencillo fue "On Top Of the World", la canción compuesta para el ganador del certamen.
El Álbum debut de Koivunen, Fuel For The Fire, fue oficialmente lanzado el 30 de mayo, aunque el álbum se había lanzado para comprar en forma de descarga directa en Internet el día lunes 21 de mayo. El primer sencillo de ese álbum, "Hear My Call", fue lanzado el 11 de mayo. Durante la primera semana de ventas, Fuel Of The Fire integró inmediatamente los charts de los álbumes más vendidos de la semana y de 7 de junio de 2007 ya había alcanzado la condición de Disco de platino con más de 40.000 álbumes vendidos. Fuel Of The Fire es uno de los CD con llegar con más velocidad a los charts finlándeses, con más de 10 000 copias vendidas en la primera semana de ventas. Fuel Of The Fire siguió siendo el álbum número uno en Finlandia durante un período de doce semanas después de su lanzamiento. El álbum alcanzó el doble platino (60.000 unidades) en octubre de 2007.
Cuando el año 2007 llegó a su fin, Koivunen terminó su primera gira en Finlandia y se unió a la famosa gira Raskasta Joulua (Navidad Heavy).

## Discografía

### Álbumes de estudio
Ari Koivunen (band) (2007 >):
- Fuel for the Fire (2007)
- Becoming (2008)

Amoral (1997 >, Ari 2008 >):
- Show Your Colors (2009)
- Beneath (2011)
- Fallen Leaves & Dead Sparrows (2014)
- In Sequence (2016)

### Sencillos
- Song for the Idols winner / On The Top Of The World (April 6, 2007)
- Fuel For The Fire / Hear My Call (May 28, 2007)
- Fuel For The Fire / Fuel For The Fire (August 27, 2007)
- Fuel For The Fire / Angels Are Calling  (2007)
- Becoming / Give Me A Reason (May 5, 2008)
- Becoming / Tears Keep Falling (2008)
- Show Your Colors / Year Of The Suckerpunch (2009)
- Show Your Colors / Gave Up Easy (2009)

### Videografía
- Fuel For the Fire / ”Hear My Call” (2007)
- Fuel For the Fire /”Angels Are Calling” (2007)
- Becoming / ”Give Me a Reason” (2008)
- Becoming / ”Tears Keep Falling” (2008)
- Show Your Colors / ”Gave Up Easy ” (2009)
- Show Your Colors / ”Year of the Suckerpunch” (2009)
- Beneath / ”Silhouette” (2011)
- Beneath / "Wrapped In Barbwire" (2012)